# 2452 Lyot
2452 Lyot (1981 FE) là một tiểu hành tinh vành đai chính được phát hiện ngày 30 tháng 3 năm 1981 bởi E. Bowell ở trạm Anderson Mesa thuộc Đài thiên văn Lowell.